# Linhart Baur l'Ancien
Pour les articles homonymes, voir Baur.
Linhart Baur l'Ancien (ou Lienhart Bauer le Vieux) est un orfèvre actif à Strasbourg au XVIe siècle. Il fonde une dynastie de sept orfèvres, entre le XVIe et le XVIIe siècle.

## Biographie
Comme pour la plupart des autres orfèvres strasbourgeois de cette époque, on ne dispose pas de données biographiques précises (naissance, mort), à l'exception des liens de filiation, lorsque la reprise d'un atelier est en jeu.
En revanche une donnée sûre est disponible pour tous, c'est la date à laquelle un jeune orfèvre est reçu maître par la corporation, puisque son poinçon est alors systématiquement gravé sur l'une des quatre tables d'insculpation aujourd'hui conservées au musée historique de Strasbourg. Le premier de cette longue liste est le célèbre Georges Kobenhaupt (1540). Linhart Baur se classe en dixième position, sur près de orfèvres, seulement précédé de quelques autres noms éminents tels que Diebold Krug (1545) ou Abraham Berner (1547).
Reçu maître en 1555, Linhart Baur est donc l'un des pionniers, parmi les orfèvres répertoriés au sein de cette nouvelle organisation. En 1557, il acquiert une maison située sur l'emplacement du 31, rue des Grandes-Arcades, longtemps occupé par une brasserie au XXe siècle.
Son fils, Linhart Baur le Jeune, est reçu maître orfèvre en 1583. La fin des productions du père semble se situer autour de cette date.

## Œuvre
S'inspirant notamment du style de Wenzel Jamnitzer, orfèvre et graveur surtout actif à Nuremberg, il est l'auteur d'une série de coupes couvertes.
À Strasbourg, le musée historique expose un hanap en argent partiellement doré.
Dans la même ville, le musée de l'Œuvre Notre-Dame présente une autre coupe couverte, ainsi qu'un baiser de paix témoignant des innovations stylistique de la Renaissance et du maniérisme. Le pied, certes polylobé, est ainsi recouvert d'un décor d'arabesques gravé à l'acide. Une plaque en émail de Limoges, sertie par des cordons torsadés, représente saint Jérôme au désert. C'est l'une des rares pièces d'orfèvrerie enchâssant une telle plaque.

Collections de Strasbourg.
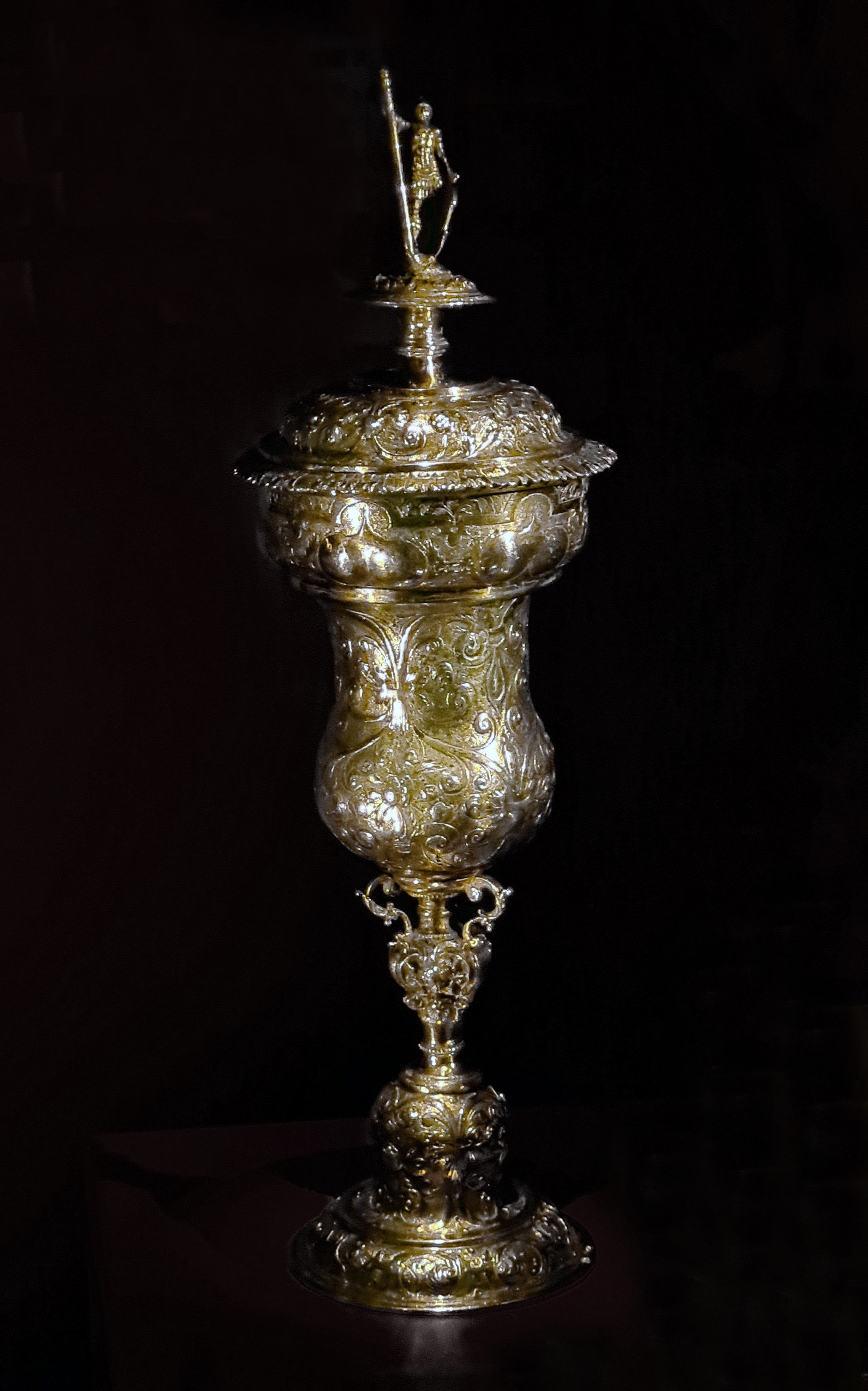
Hanap I[7].
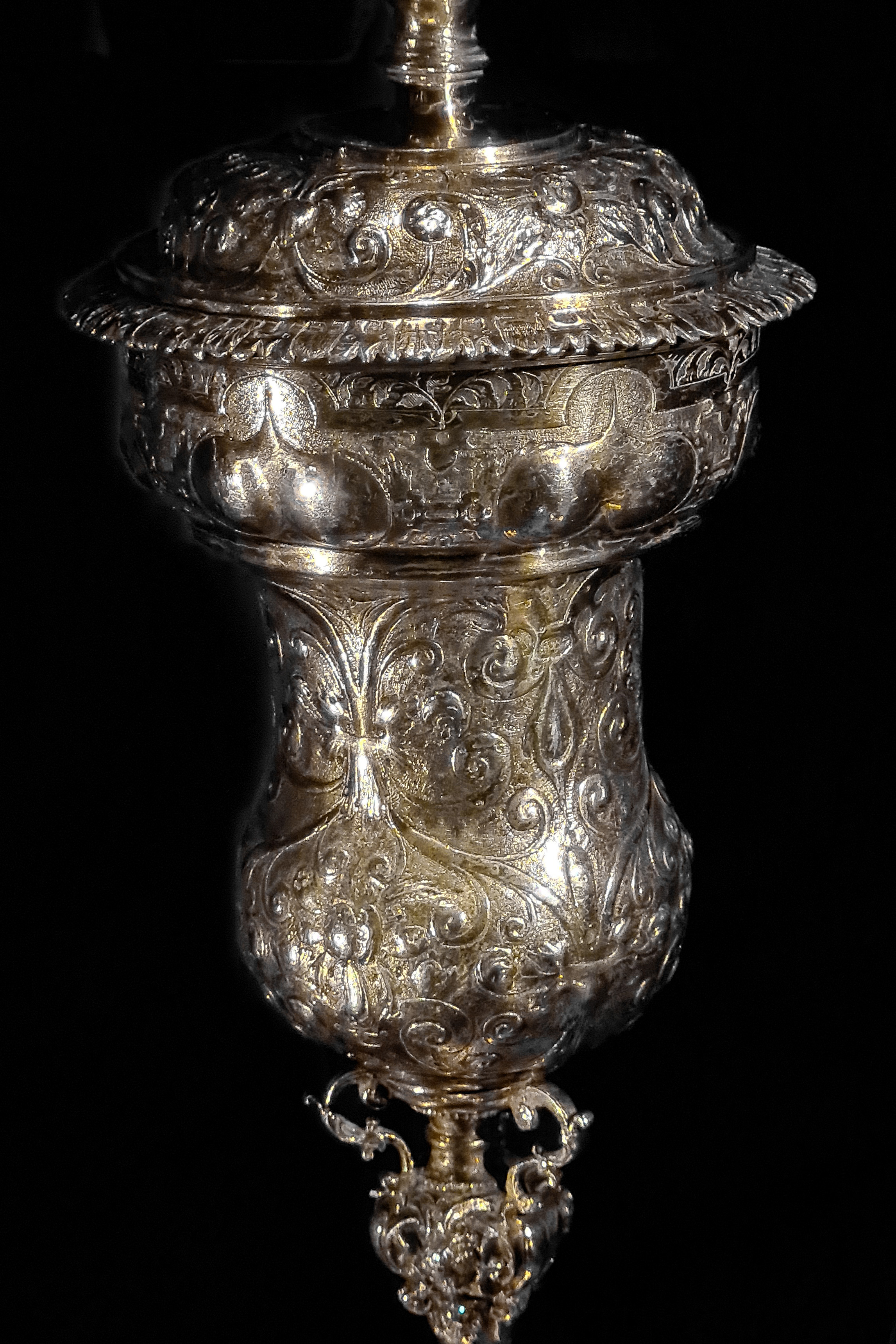
Détail[7].
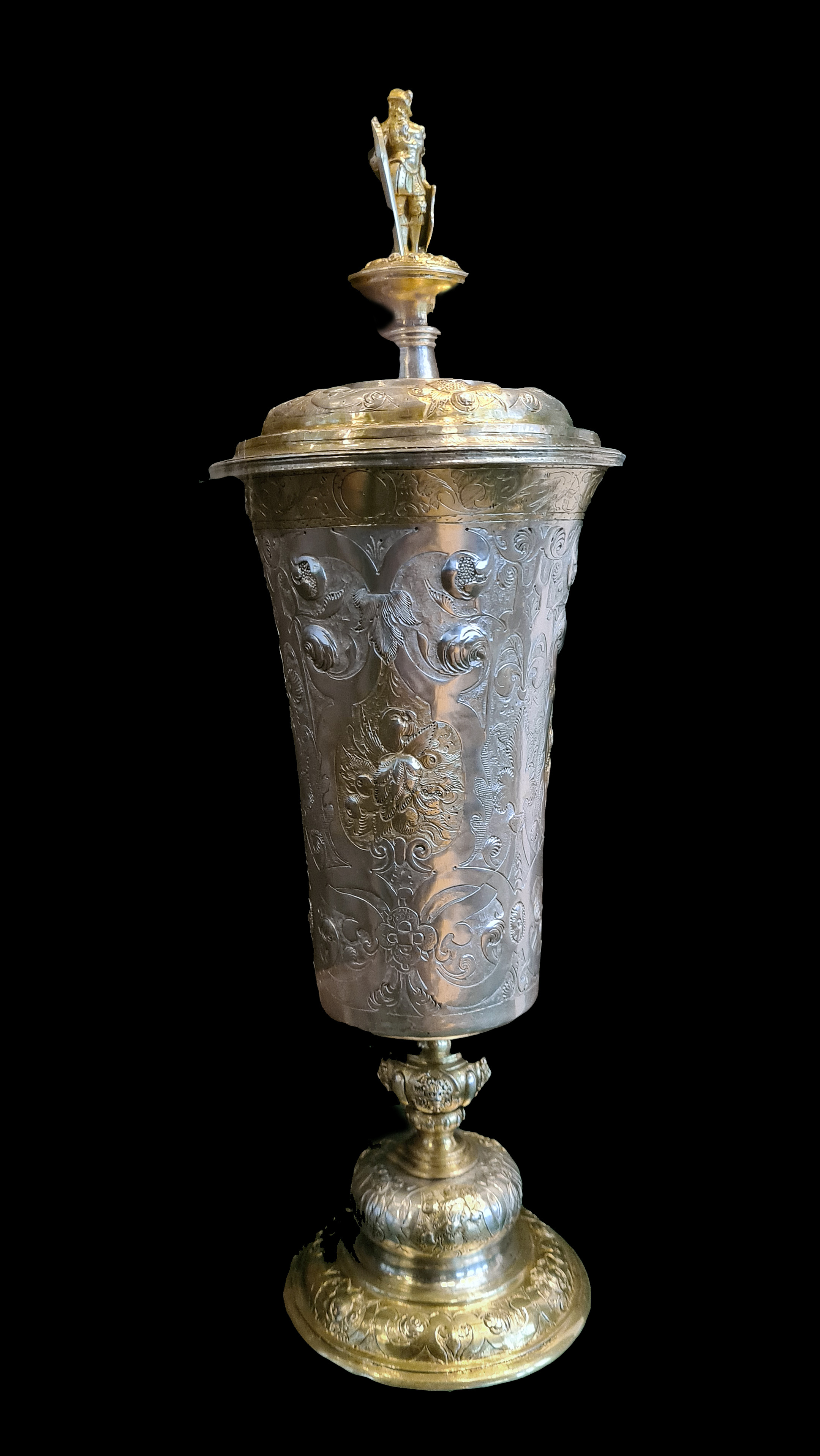
Hanap II[8].
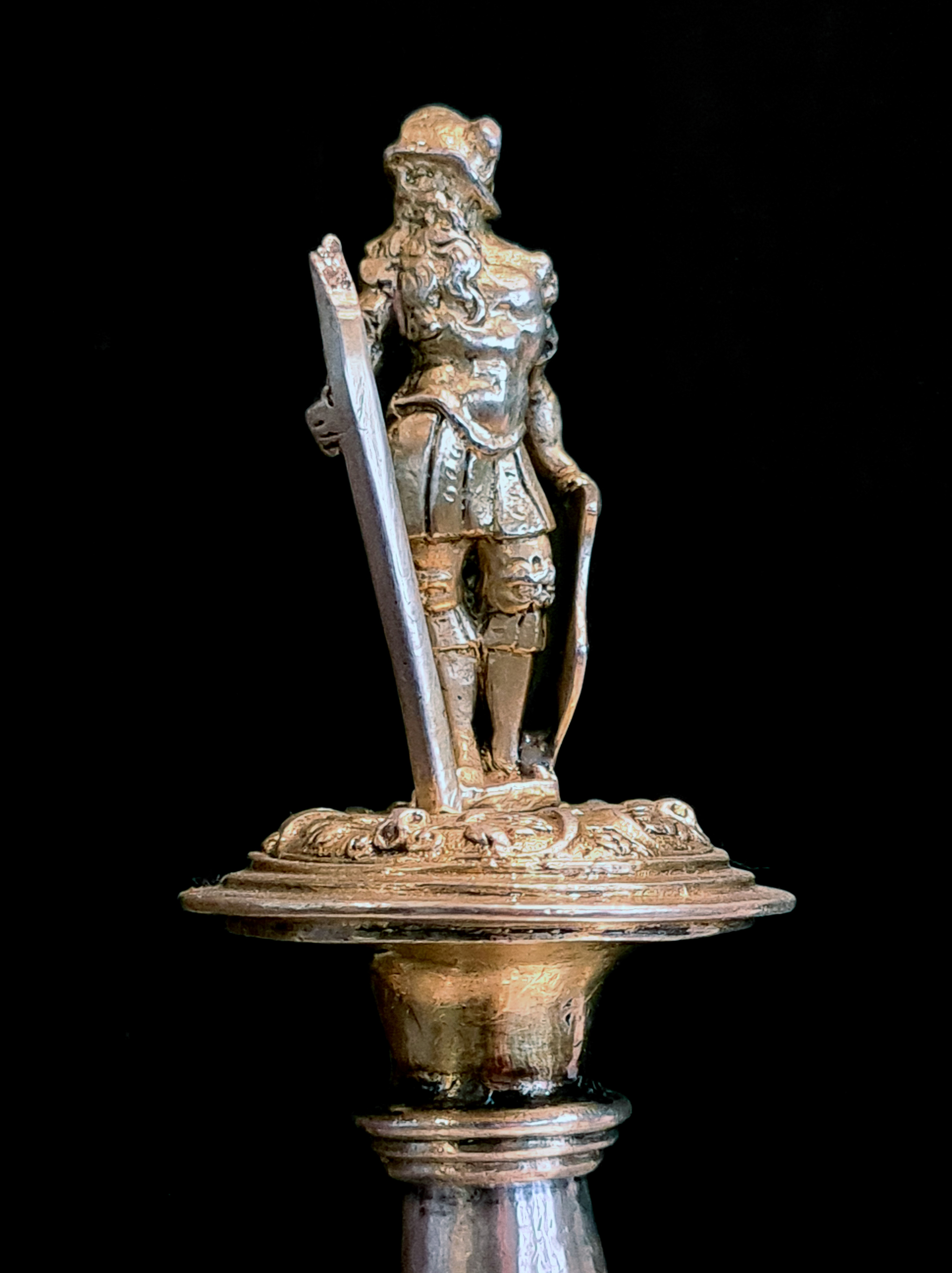
Détail[8].
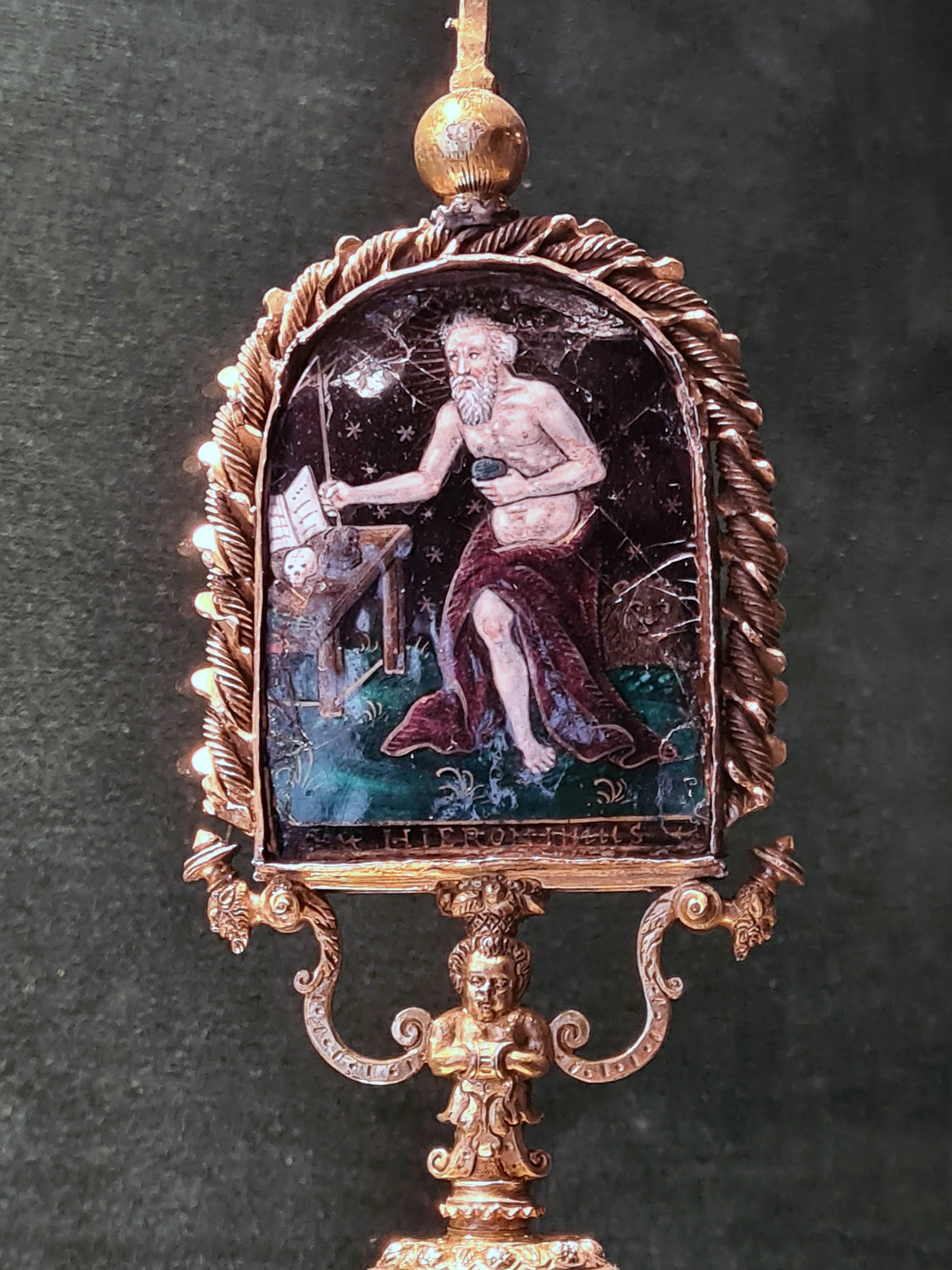
Baiser de paix orné d'un saint Jérôme[8].

Le musée régional de la Hesse à Darmstadt conserve une coupe de type Petruspokal, qui date de 1569.

Petruspokal au musée de Darmstadt.
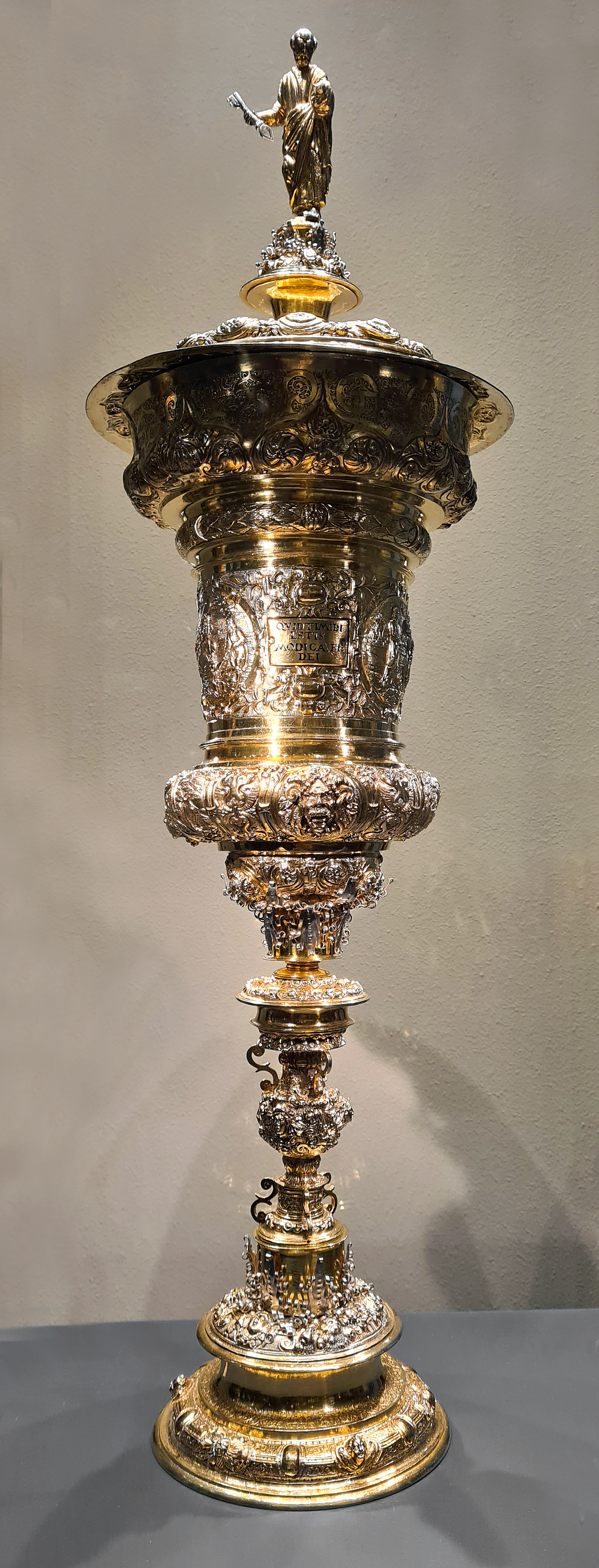
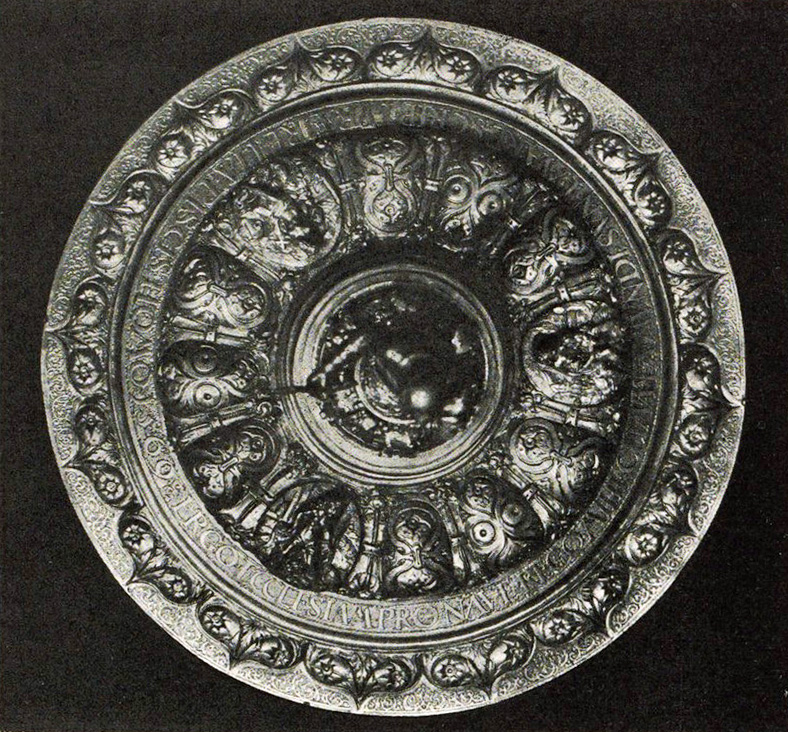
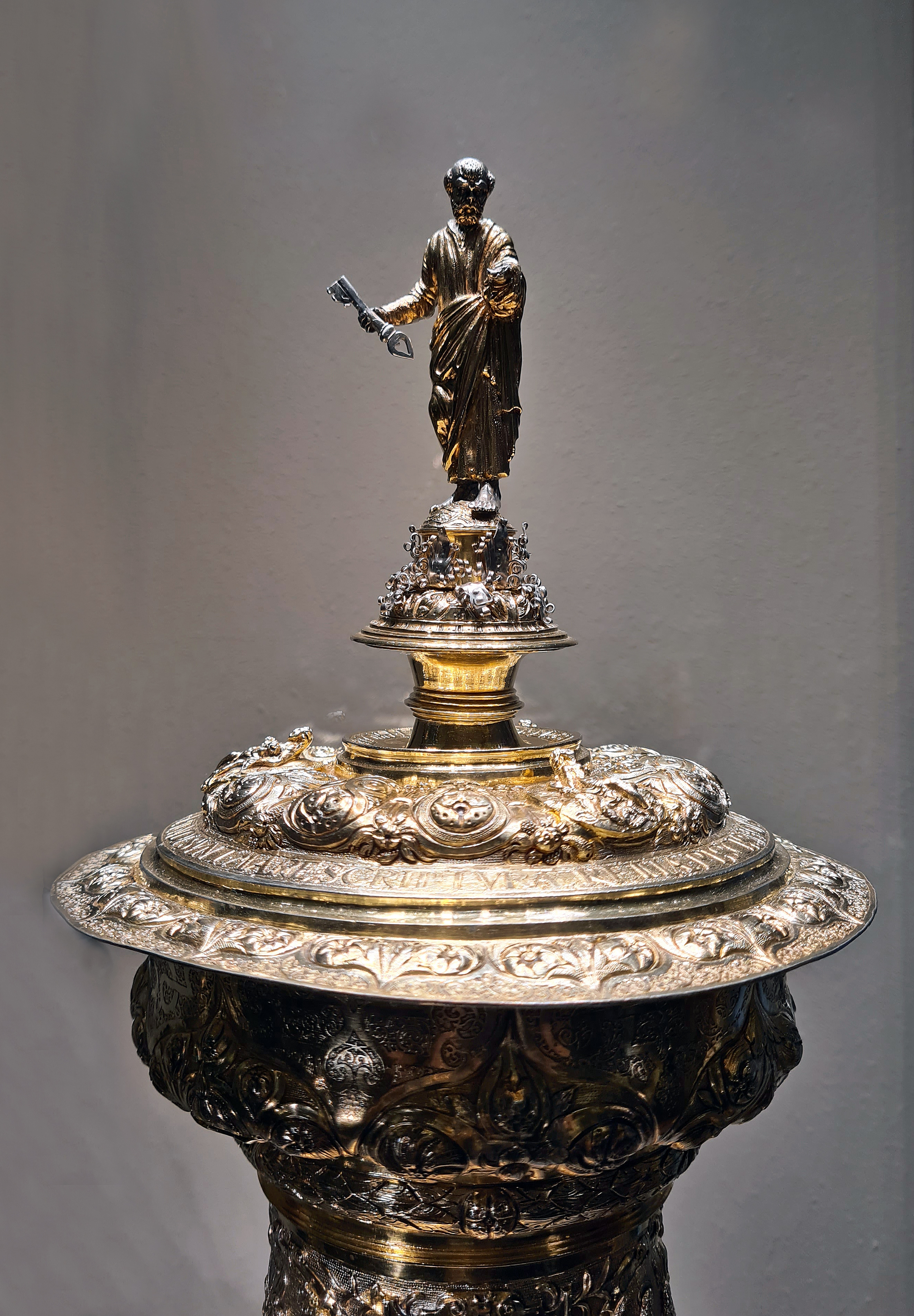
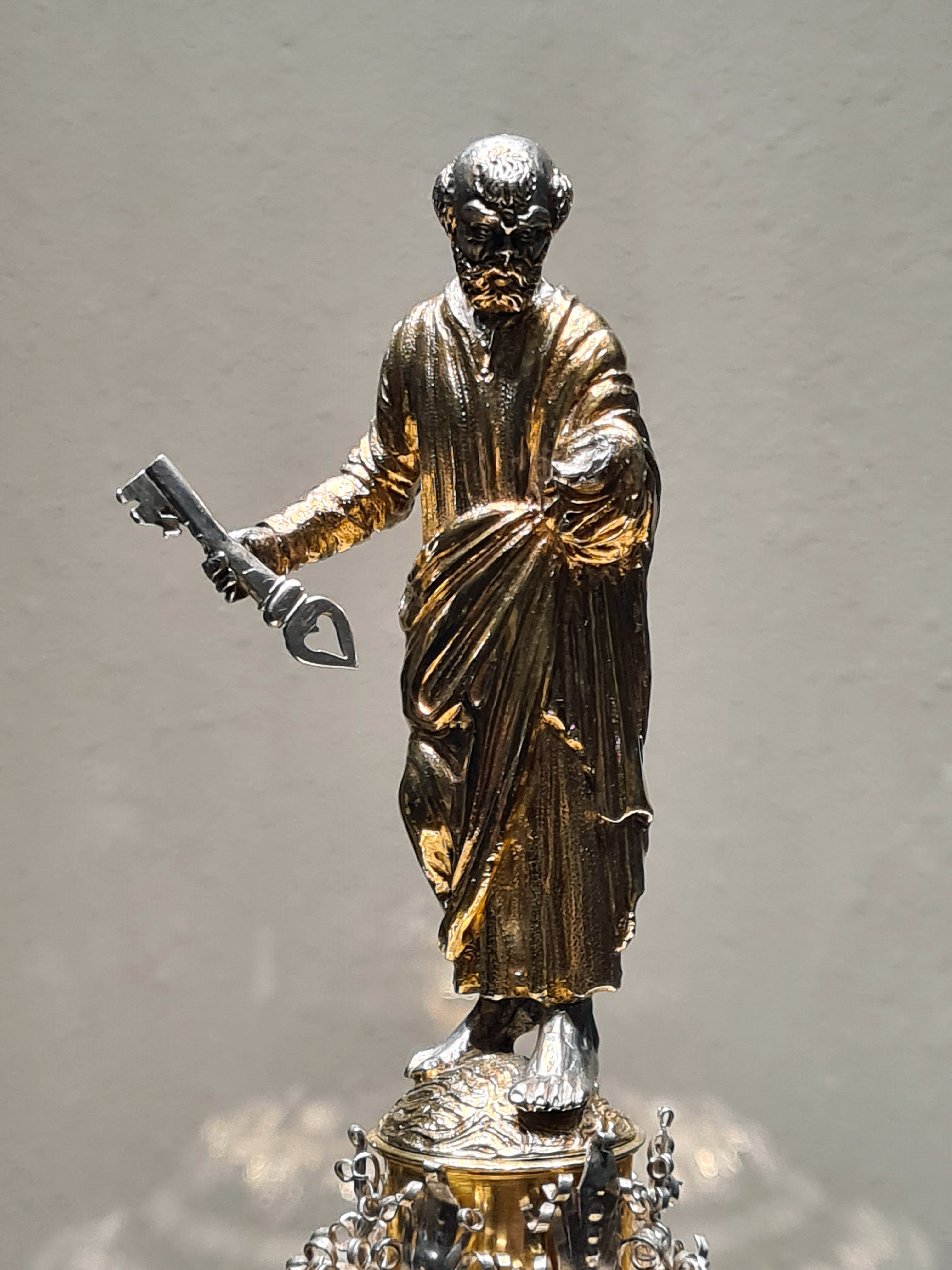
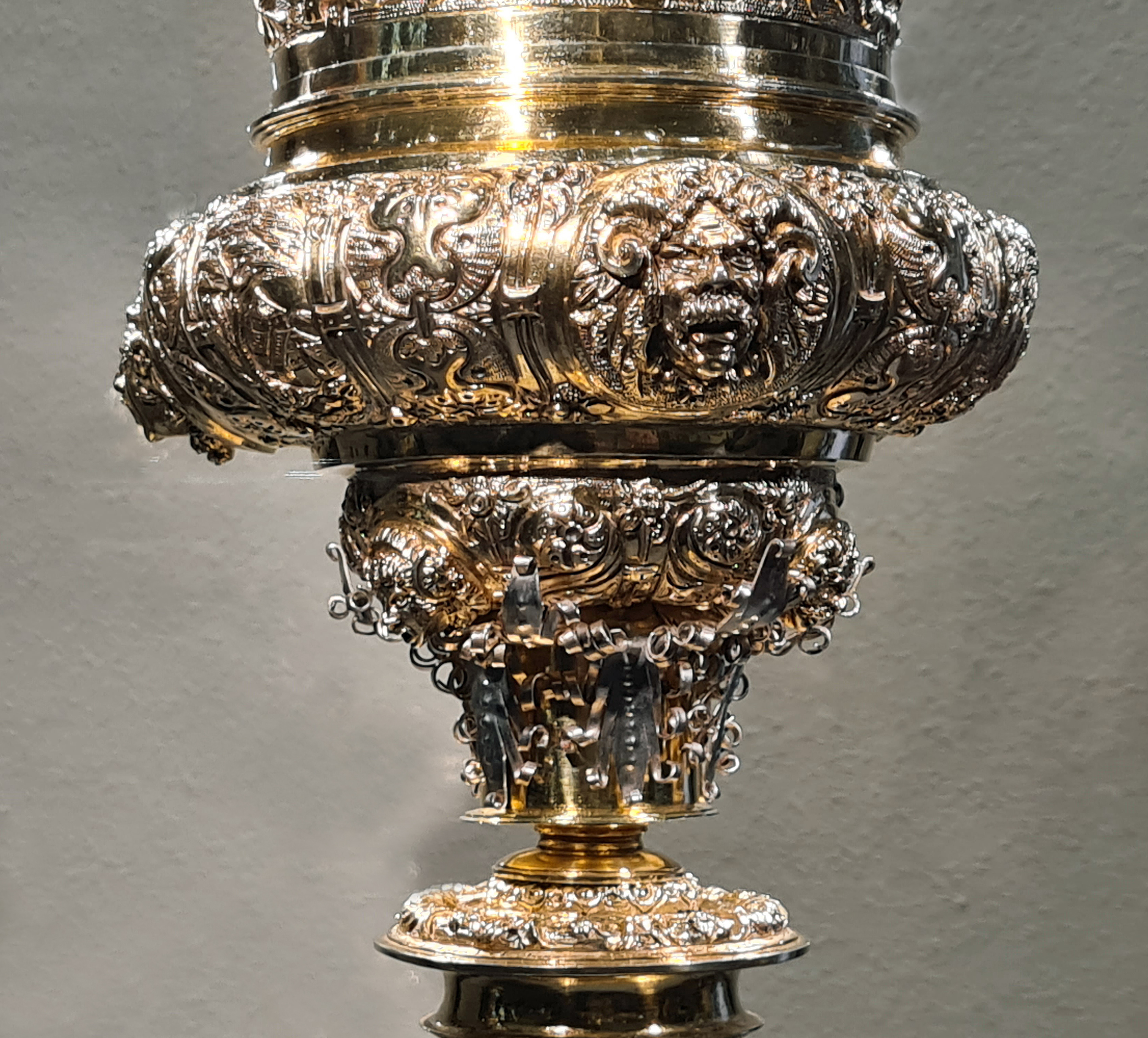
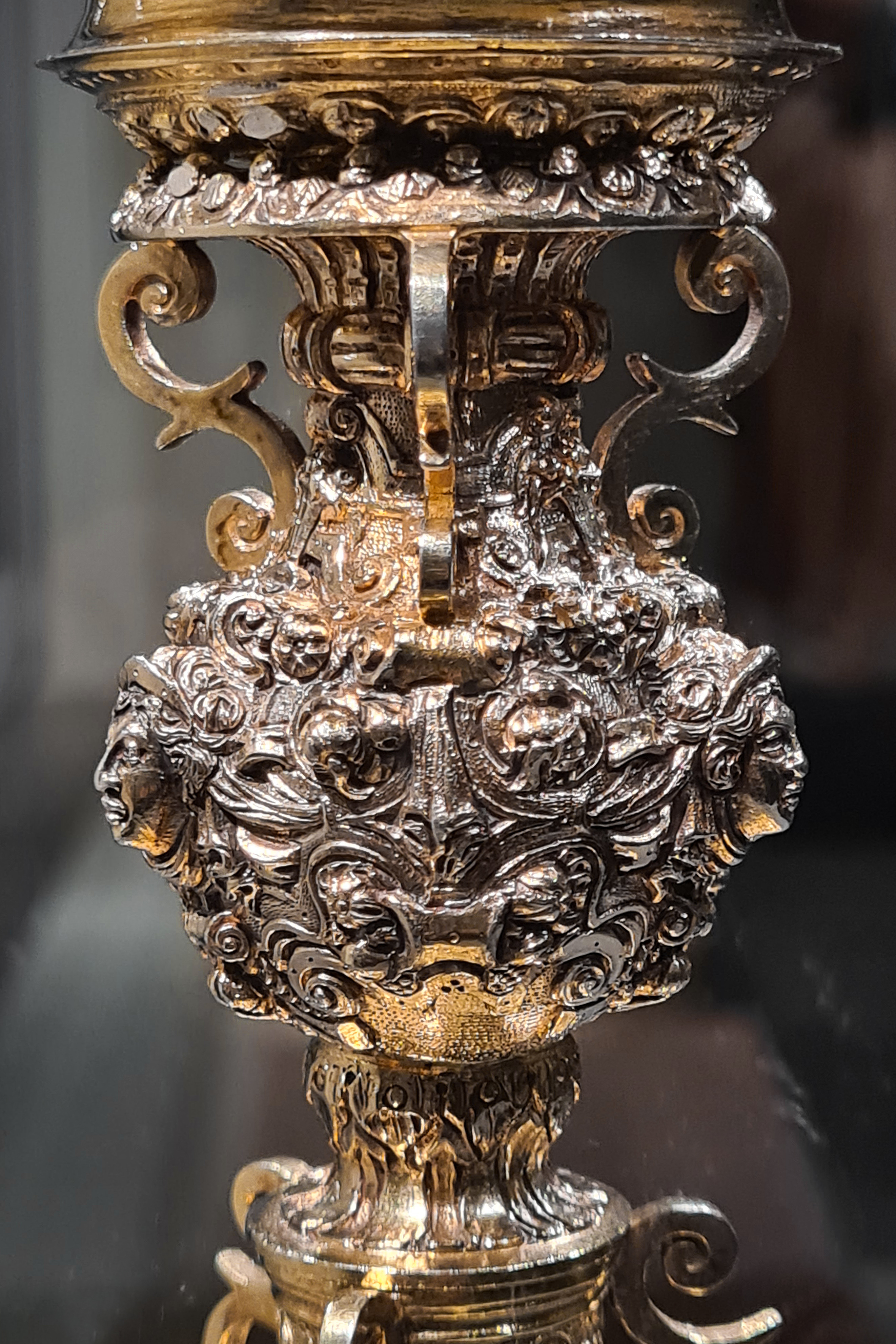
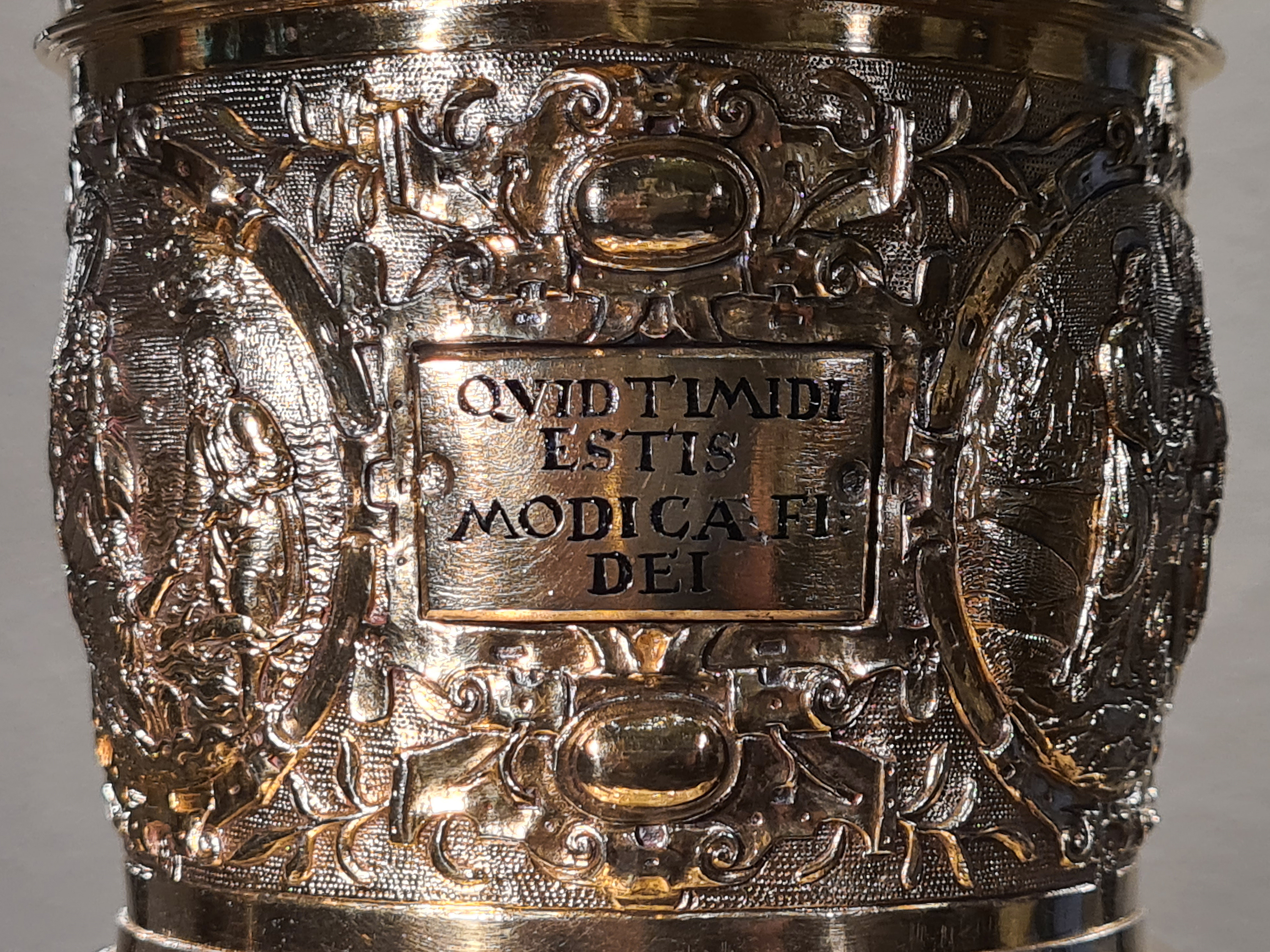
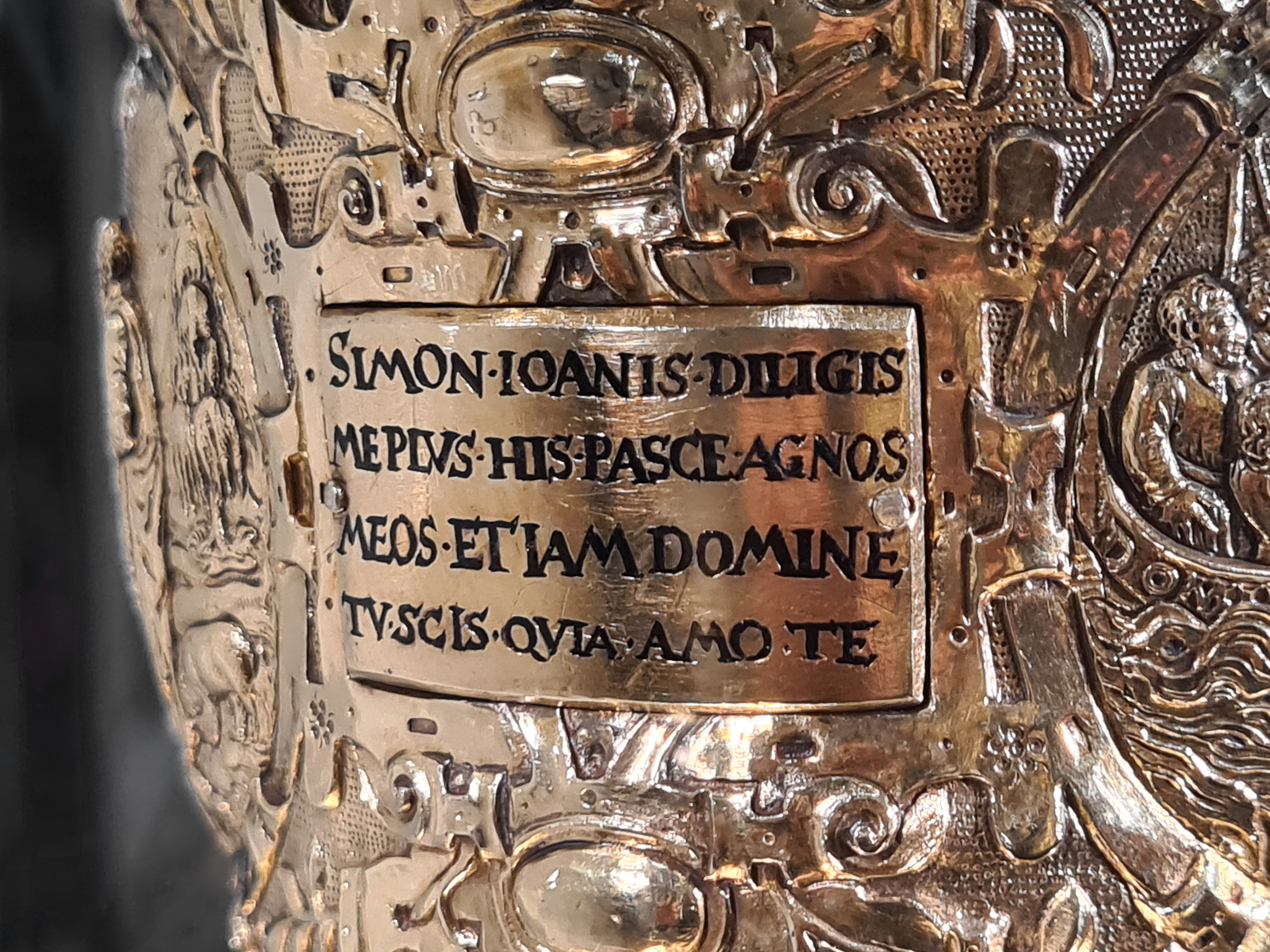
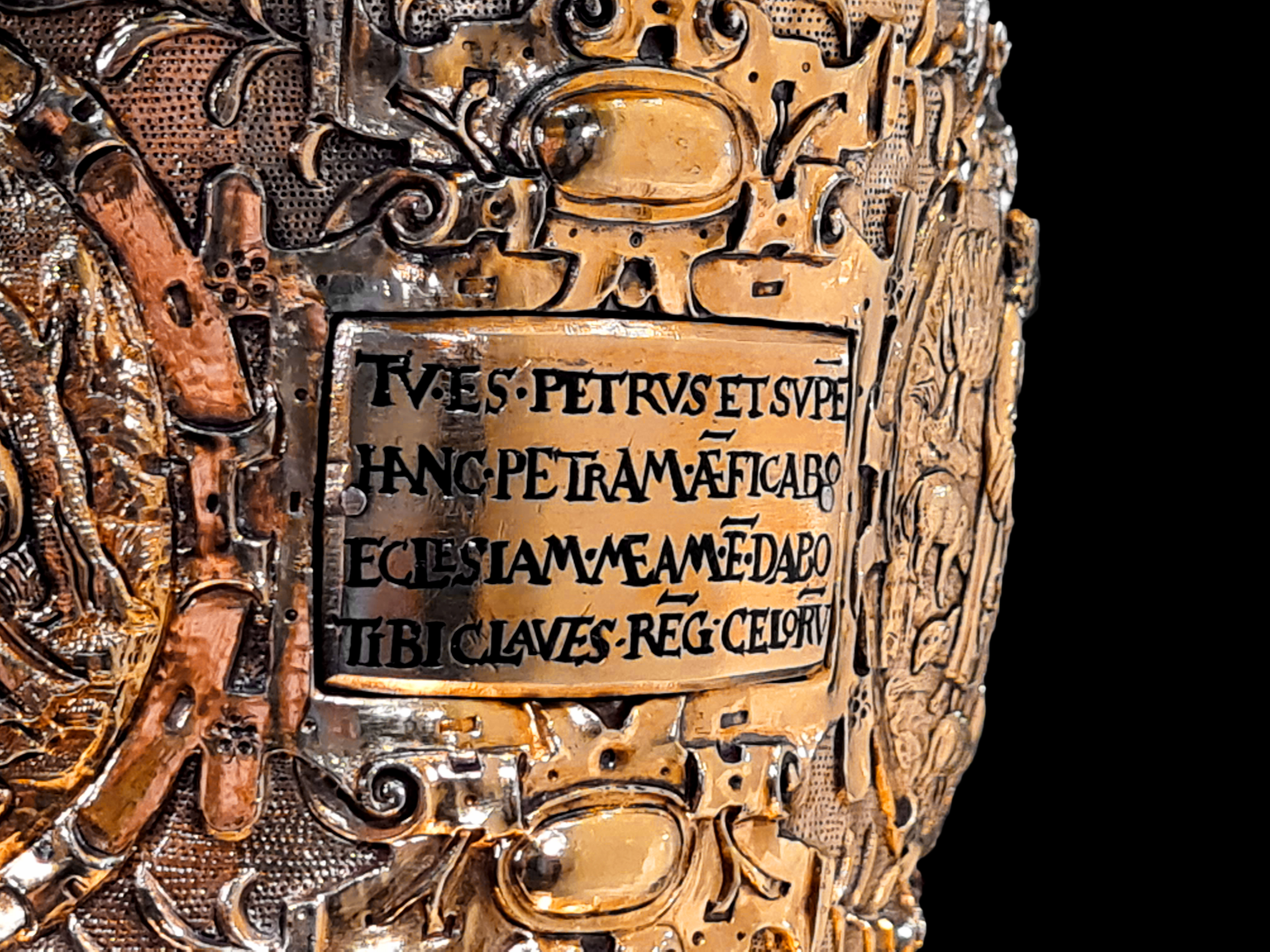
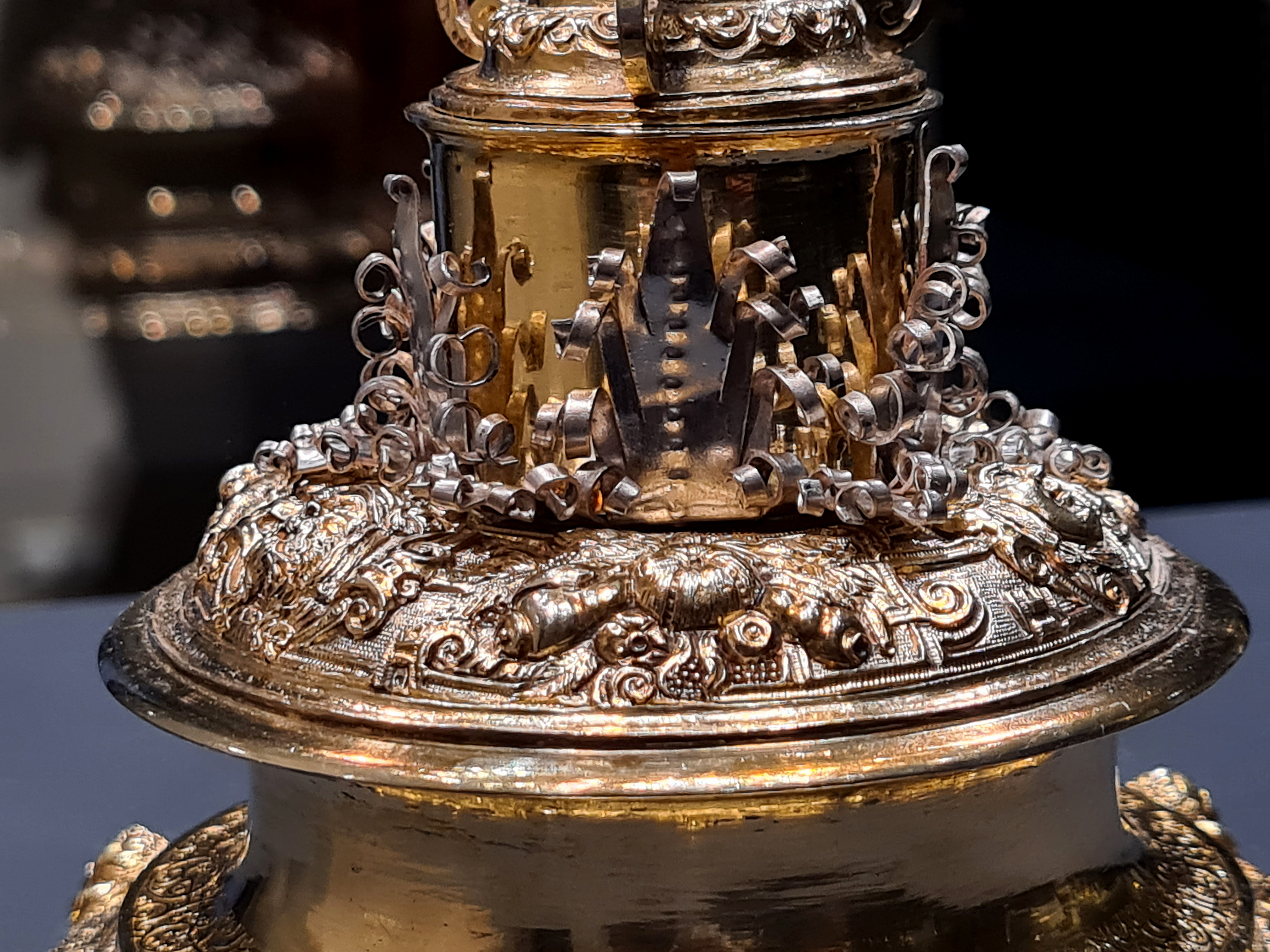
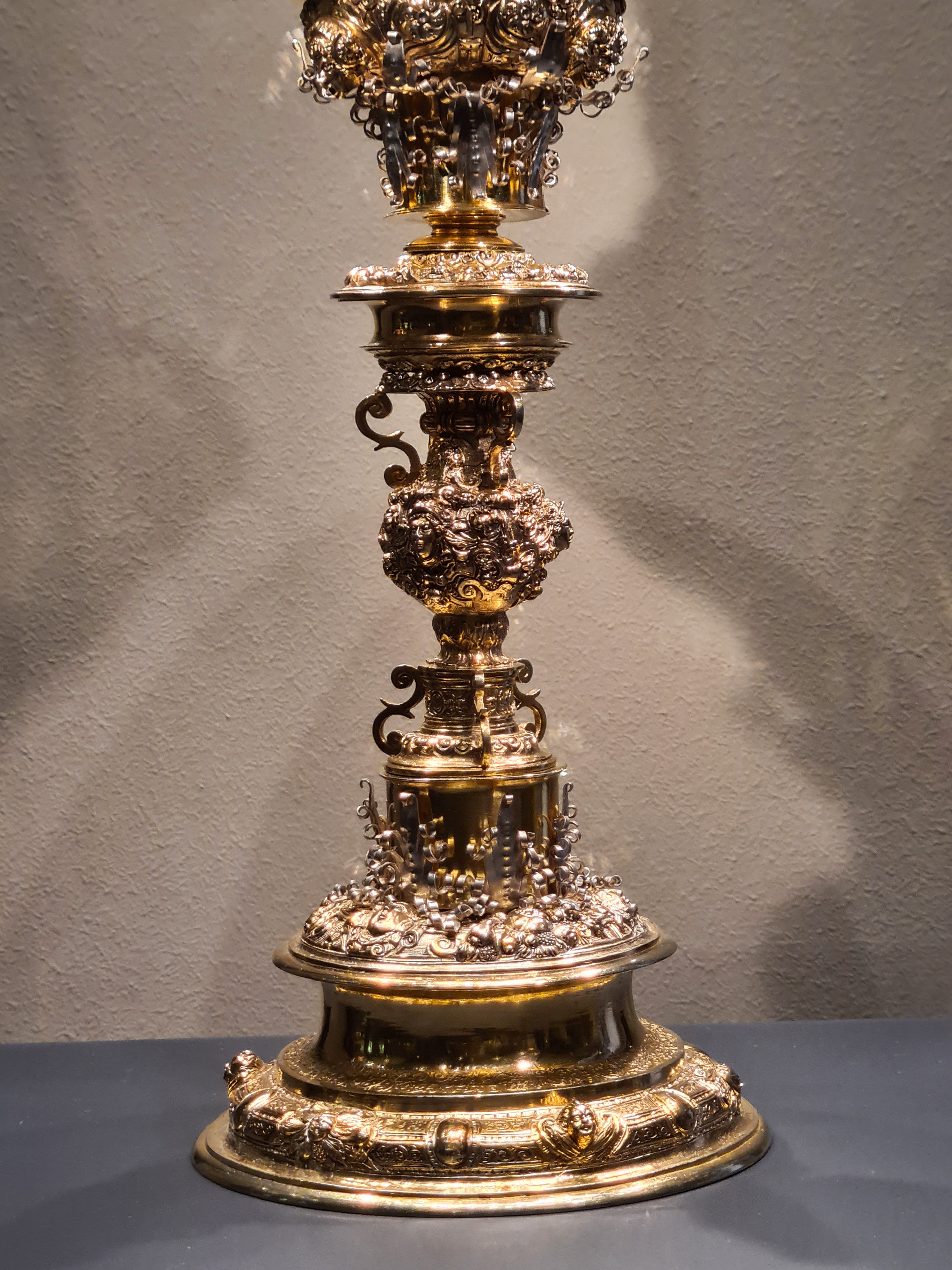

Le musée d'Art de Toledo (Ohio) détient une coupe analogue en vermeil. Le corps porte des médaillons représentant les valeurs du christianisme, Foi, Amour et Charité. Le couvercle est surmonté d'une figure d'Abondance.
Prêtée par le collectionneur Lord Rotschild, la pièce est exposée à Londres en 1901.
Acquise par le musée d'Art de Toledo en 1962, elle est reproduite et décrite dans de multiples publications, notamment américaines.
En 1969 elle est présentée au Worcester Art Museum (Mass.).